# Лопаєво
Лопа́єво (рос. Лопаево) — село у складі Новолялинського міського округу Свердловської області.
Населення — 200 осіб (2010, 250 у 2002).
Національний склад населення станом на 2002 рік: росіяни — 96 %.